# P. Box (album)
A P. Box, a P. Box együttes első albuma.

## Az album dalai
1. Másnak szól [Bencsik – Cserháti]
2. Egérszerenád [Cserháti – Varga – Csiga]
3. Éjféli szekér [Bencsik – Kékesi L – Cserháti – Csiga]
4. Dödöle [Sáfár]
5. Hölgyválasz [Cserháti – Vikidál – Bencsik – Csiga]
6. Szupergép [Bencsik – Cserháti – Csiga]
7. A levél [Bencsik – Varga – Csiga]
8. Nekem ne mondd [Bencsik – Cserháti – Varga]
9. A bolond [Sáfár – Csiga]

## Közreműködött
- Bencsik Sándor – gitár
- Cserháti István – billentyűs hangszerek
- Sáfár József – basszusgitár
- Szabó István – dob, ütőhangszerek
- Varga Miklós – ének